# Дорофеево (Вологодская область)
Дорофеево — деревня в Череповецком районе Вологодской области.
Входит в состав Мяксинского сельского поселения (c 1 января 2006 по 30 мая 2013 года входила в Щетинское сельское поселение, с точки зрения административно-территориального деления — в Щетинский сельсовет.
Расстояние по автодороге до районного центра Череповца — 47 км, до центра муниципального образования Мяксы по прямой — 8 км. Ближайшие населённые пункты — Щетинское, Новая Свободка, Михайловское.
По переписи 2002 года население — 10 человек.